# Дъскарите
Дъскарите е село в Северна България.
То се намира в община Трявна, област Габрово.

## География
Село Дъскарите се намира в планински район.